# Moll (famiglia)
La famiglia Moll o de Moll o von Moll, originaria dei Paesi Bassi, o forse del Belgio, si è trasferita in Austria poi in Germania ed in Italia dove ha vissuto nella zona di Rovereto.

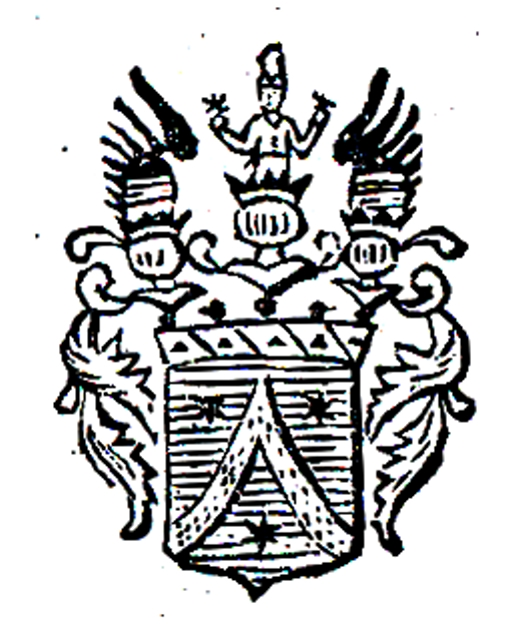
Stemma famiglia de Moll.

## Storia
Le prime notizie sulla famiglia risalgono al XVI secolo e la descrivono come originaria dell'Olanda mentre altre fonti ne fissano le origini in una zona vicina ma in territorio belga. Attorno al 1530 si trasferì in Austria.
Viene citata come casata presente in Vallagarina in un testo che descrive le famiglie nobili trentine. Lo stesso testo ne registra i riconoscimenti nobiliari a partire dal 1555. 
Dal 1665 viene investita di cavalierato austriaco e poi di baronia austriaca nel 1789 ed infine inserita, sempre nello stesso anno, tra la nobiltà di Salisburgo.

### Arma
L'arma (o blasone) della famiglia Moll è d'azzurro, uno scaglione ritondato d'oro, accantonato di tre stelle dello stesso a sei punte. Coronetta di barone, sormontata di tre elmi coronati, il centrale recante per cimiero una figura umana vestita, nascente dalla corona dell'elmo, tenente nelle mani una stella dell'arma e ... , i due elmi laterali affrontati, portanti per cimiero ciascuno un semivolo. 

## Personalità storiche della famiglia
Membri importanti della casata furono: 
- Wolf Friedrich Moll (Volfango Federico Moll), consigliere di corte di Leopoldo Guglielmo d'Austria e nominato cavaliere il 19 febbraio 1655.[2]
- Franz Anton Joseph Moll (1689-1738), amministratore nel Salisburghese e poi ambasciatore dell'arcivescovo di quella città a Roma.
- Ludwig Gottfried Moll (1727-1804), anche lui legato dell'arcivescovado di Salisburgo, consigliere di corte, e poi membro dell'Accademia delle Scienze di Monaco. Giuseppe II d'Asburgo-Lorena lo nominò barone.[2]
- Sigismondo Moll (1785-1826), che fu capitano del Circolo ai confini d'Italia e attivo in Milano all'inizio del XIX secolo.
- Francesco Moll, capocomune a Nomi verso la fine del XIX secolo.
- Giancarlo de Moll, figlio di Sigismondo Moll, generale, prestò servizio sotto Napoleone II di Francia e Ferdinando I d'Austria.
- Karl von Moll (Carl Maria Ehrenbert Freiherr von Moll, 1760-1838)
- Leopoldo de Moll (1792–1860).
- Giovanni Carlo Moll (Johann Karl von Moll).[3]
- Enrico de Moll (Heinrich von Moll), figlio di Leopoldo, capitano di vascello della imperiale marina austroungarica caduto nella battaglia di Lissa.[4]
- Leopoldo Moll, che attorno agli anni 30 decise di depositare l'archivio di famiglia presso la biblioteca di Rovereto.

## Archivio della famiglia
Nel 1933 l'archivio storico della famiglia Moll, sino ad allora conservato a Nomi, veniva consegnato alla Biblioteca civica Girolamo Tartarotti dal barone Leopoldo Moll e tale intenzione risulta anticipata dal barone ad Antonio Rossaro da un carteggio che ci è pervenuto solo in parte.